# خوسيه إي. روميرو
خوسيه إي. روميرو هو سياسي فلبيني، ولد في 3 مارس 1897 في جزيرة بيز في الفلبين، وتوفي في 23 أكتوبر 1978 في مانيلا في الفلبين. انتخب عضو مجلس النواب في الفلبين.